# Nick Rhodes
Pour les articles homonymes, voir Rhodes (homonymie).
Nick Rhodes (de son vrai nom Nicholas James Bates) est un musicien anglais né le 8 juin 1962 à Birmingham en Angleterre. Il est principalement connu pour être le claviériste du groupe pop rock Duran Duran, très populaire dans les années 1980. Il est, avec le chanteur Simon Le Bon, le seul membre du groupe à avoir participé à tous les albums de Duran Duran. Il a également fait partie du groupe dérivé de Duran Duran, Arcadia, avec Simon Le Bon et Roger Taylor. Il a également formé le groupe The Devils en 2002 avec Stephen Duffy, le tout premier chanteur de Duran Duran.

## Biographie

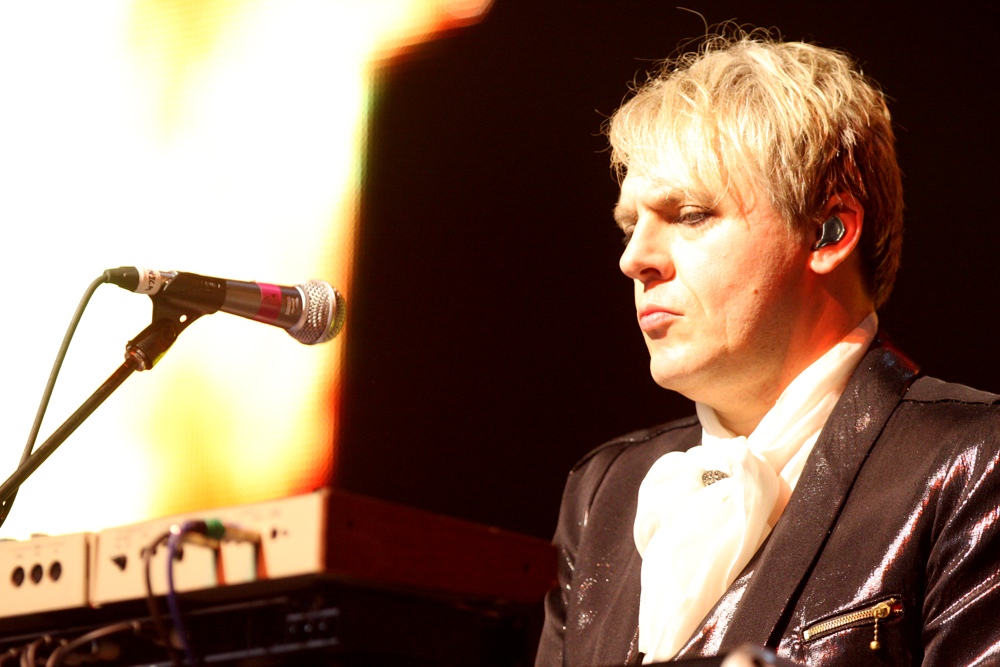
Nick Rhodes en 2012

Nicholas James Bates nait à Moseley, dans la banlieue de Birmingham. Enfant, il se désintéresse rapidement de l'école, au grand désespoir de ses parents, Roger et Sylvia Bates. Il découvre la musique à l'âge de 10 ans, et écoute notamment David Bowie (The Rise and Fall of Ziggy Stardust and the Spiders from Mars est le premier album qu'il s'achète en 1974).
Nick commence ensuite à se maquiller et se teint les cheveux en blond, à la plus grande surprise de sa mère. En 1978, alors qu'il n'a que 16 ans, il rencontre Nigel John Taylor avec lequel il fonde le groupe Duran Duran. Alors qu'ils pensaient un temps se nommer RAF (pour Royal Air Force), ils ont choisi ce nom en référence au méchant du film franco-italien de 1968, Barbarella, le Dr Durand Durand. Nigel John Taylor rencontre Steven Dufait à l'University of Central England in Birmingham, qui se joint ensuite au groupe. Ils commencent à faire des répétitions : Nick est au clavier et boîte à rythmes, John Taylor à la guitare et Steven chante en jouant de la basse. Le 5 avril 1978, ils se produisent sur la scène de amphithéâtre de l'université, devant seulement une dizaine de personnes. Quelques jours plus tard, Simon Colley, un employé de restauration ami de Nick et Nigel, rejoint lui aussi la formation comme clarinettiste.
Après l'échec de l'album de reprises Thank You, sorti en 1995, chacun des membres de Duran Duran se concentre sur des projets annexes. Avec le guitariste américain Warren Cuccurullo, Nick développe le projet hybride TV Mania, qu'ils présentent comme un « cybersoap rock opera » mêlant musique, mode, technologie, films et culture pop samplée. Le duo produit des chansons, lorsque Duran Duran n'est pas réuni. Ils seront cependant crédités comme producteurs de plusieurs titres des albums du groupe Medazzaland (1997) et Pop Trash (2000). Ils composent de nombreux titres, qu'ils mettent ensuite de côté. Cependant, les bandes de ces enregistrements seront apparemment perdues pendant des années. Nick les retrouvera quelques années plus tard, dans un centre de stockage. Les titres sont retravaillés et l'album Bored with Prozac and The Internet? sort finalement en 2013.
En juillet 2002, Nick Rhodes retrouve Stephen Duffy, premier chanteur de Duran Duran pour former le groupe éphémère The Devils et sortir l'album Dark Circles.

## Discographie

### Duran Duran
Albums studio
- 1981 : Duran Duran
- 1982: : Rio
- 1983 : Seven and the Ragged Tiger
- 1986 : Notorious
- 1988 : Big Thing
- 1990 : Liberty
- 1993 : Duran Duran (surnommé The Wedding Album[9])
- 1995 : Thank You
- 1997 : Medazzaland
- 2000 : Pop Trash
- 2004 : Astronaut
- 2007 : Red Carpet Massacre
- 2010 : All You Need Is Now
- 2015 : Paper Gods
- 2021 : Future Past

EPs
- 1982 : Carnival
- 1987 : Master Mixes

Albums live
- 1984 : Arena
- 2009 : Live at Hammersmith '82!
- 2012 : A Diamond in the Mind: Live 2011

Compilations et remixes
- 1989 : Decade: Greatest Hits
- 1998 : Night Versions: The Essential Duran Duran
- 1998 : Greatest
- 1999 : Strange Behaviour
- 2003 : Single Box Set 1981-1985
- 2004 : Single Box Set 1986-1995
- 2007 : The Essential Collection

### Arcadia
- 1985 : So Red the Rose

### The Devils
- 2002 : Dark Circles

### TV Mania
- 2013 : Bored With Prozac and The Internet?

### Nick Rhodes &Wendy Bevan
- 2021 : Astronomia I: The Fall of Saturn
- 2021 : Astronomia II: The Rise of Lyra

## Filmographie
- 1985 : Arena (An Absurd Notion) de Russell Mulcahy : lui-même
- 2021 : The Sparks Brothers (documentaire) d'Edgar Wright : lui-même

### Bibliographique
[Bataille 2012] Sébastien Bataille, Duran Duran : Les Pop Modernes, Fayard, 2012 (ISBN 9782213668710)